# Poppo von Osterna
Poppo von Osterna (... – 1257) è stato il nono Gran maestro dell'Ordine teutonico dal 1252 al 1257.

## Biografia
Poppo discendeva da una famiglia con una ricca tradizione cavalleresca che risiedeva a Osternohe, alle porte di Norimberga in Franconia. Egli aderì all'Ordine Teutonico nel 1228 e fu uno dei primi fratelli a stabilirsi in Prussia. Nel 1233, Poppo prese parte alla localizzazione dell'ordine nella città di Kulm (Chełmno). Egli divenne il Maestro Prussiano nel 1240 e nel 1241 prese parte alla Battaglia di Legnica anche se si ritiene ad oggi dubbia la partecipazione dell'Ordine Teutonico nel corso della battaglia. Nel 1242 Poppo si recò in Austria con una delegazione tedesca per raccogliere del denaro per sostenere la guerra con il Duca Świętopełk II di Pomerania. Dal 1248 al 1253, Poppo risiedette in Germania, divenendo il nono Gran Maestro dell'Ordine nel 1253. Il partito papista, una minoranza, si trovò però in contrasto con le decisioni del capitolo e scelse Wilhelm von Urenbach come Gran Maestro rivale.
Dopo essere stato scelto come Gran Maestro, Poppo si recò in Prussia per iniziare la guerra contro i Sudoviani.
Nel 1254 egli si recò con una delegazione presso il Re Ottocaro II di Boemia e ricevette degli aiuti militari per intraprendere delle crociate in Sambia nel 1254 e nel 1255. Dopo la conquista della Sambia, Poppo fece costruire diversi castelli nell'area attorno alla Laguna della Vistola, incluso quello di Königsberg.
Mentre era Landmeister, Poppo si suppone che abbia partecipato alla battaglia di Legnica contro i Mongoli nel 1241. Ad ogni modo, la presenza dell'Ordine alla battaglia non è certa. Poppo morì nel 1257 e venne sepolto a Legnica.